# Малиновський Іоанникій Олексійович
Малиновський Іоанникій (Оникій) Олексійович (нар. 4 (16) листопада 1868, м. Острог Волинської губернії — пом. 12 січня 1932, Київ)  — український історик, правознавець, громадський діяч, академік ВУАН (з 1925).

## Біографія
Народився в сім'ї ремісника. Навчався в Острозькій гімназії. У 1888 році закінчив Колегію П. Ґалаґана в Києві. Закінчив юридичний факультет Київського університету Св. Володимира (1892).
У 1892—1895 рр. — викладач законознавства в Київському кадетському корпусі; працював також як приватний учитель. У 1897—1898 рр склав іспити на магістра державного права й отримав звання приват-доцента в Київському університеті.
У 1895—1899 рр. — професор кафедри російської історії Київського університету. У 1899—1911 рр. — завідувач кафедрою історії російського права Томського університету; водночас (1906—1912 рр.) — один з редакторів газети «Сибирская жизнь».
Після захисту у грудні 1912 р. докторської дисертації, 1913 р. за конкурсом одноголосно обирають одночасно на кафедру історії російського права Демидівського юридичного ліцею (м. Ярославль) і в Казанський університет. Однак до викладання у цих навчальних закладах Малиновський так і не приступив через підозру влади на його політичну неблагонадійність.
У 1913—1917 рр. — професор кафедри історії російського права Варшавського університету. Влітку 1915 р. у зв'язку з окупацією Варшави німецькими військами разом з університетом евакуйований до Ростова-на-Дону.
у 1917—1920 рр. — професор Донського університету. Впродовж 1917 р. відзначився як активний громадський діяч (голова Ростовського міського комісаріату, пізніше — гласний міської думи і голова культурно-освітньої комісії міської управи). У 1919 р. — член ради при начальнику управління народної освіти Особливої наради при головнокомандувачі збройними силами на півдні Росії; тоді ж розпочав співробітництво з УАН.
30 червня 1920 р. його заарештовують і обвинувачують в контрреволюційній діяльності. 24 липня 1920 р. Колегією ДонНК М. засуджений за цим обвинуваченням до вищої міри покарання, яку постановою Президії ВНК від 22 грудня 1920 р. замінено 15 роками позбавлення волі, а згодом — згідно з постановою Комісії з перегляду справ у таборах від 19 травня 1921 р. на підставі декрету ВЦВК про амністію — термін покарання було скорочено до 5 років.
У 1921—1922 рр. відряджений на роботу до Інституту радянського права Наркомюсту РСФРР. Працює дійсним членом Інституту в секціях судового права і кримінології та конституційного права, у відділі правових матеріалів, бере активну участь у розробці проекту Кримінального кодексу РСФРР та підручника з кримінального права, пише низку наукових праць на тематику радянського права.
З 1 липня 1922 р. до лютого 1924 р. відбував позбавлення волі в Іванівському таборі, м. Москва.
1925 року був звільнений за клопотанням ВУАН, і у квітні того ж року його вдруге було обрано академіком Всеукраїнської академії наук. З січня 1926 р. — голова Комісії з вивчення звичаєвого права, секції кримінального права у Комісії радянського права, співробітник Комісії для виучування історії західно-руського і українського права. Також брав активну участь у роботі історичного та правничого товариств при Академії, працював в Археографічній комісії. Водночас був головою Товариства правників при ВУАН.
З 1928 р. тимчасово (до обрання академіком кримінального права) виконував обов'язки голови Комісії радянського кримінального права. Досліджував історію кримінального права Великого князівства Литовського, радянське кримінальне і кримінально-виконавче право.
1930 р. звільнений з посад і виключений зі складу ВУАН.
Реабілітований 12 січня 1993 р.

## Науковий доробок
Як учений О. О. Малиновський сформувався під впливом відомого фахівця з історії права, професора М. Ф. Володимирського-Буданова, котрий був науковим керівником його магістерської та докторської дисертацій (обидві захищені в Київському університеті Святого Володимира). Малиновський був яскравим представником школи дослідників західно-руського права, котру заснували М. Ф. Володимирський-Буданов та Ф. І. Леонтович. Малиновський Досліджував давньоукраїнське право доби Київської Русі, Великого князівства Литовського, історію кримінального права, українське звичаєве право, а у своїх пізніших працях досліджував ще й право радянського періоду.

### Основні праці
- «Учение о преступлении по Литовскому статуту» (1894).
- Малиновский И. А. Параллельный и систематический указатели уголовных законов Литовского статута по трем его редакциям. — Университетские Известия. — 1896. — № 3. — С. 1 — 50.
- «Рада Великого княжества Литовского в связи с боярскою думою древней Руси» т. 1—2. 1903—14.
- Кровавая месть и смертные казни. Вып.1-2 / Томск: Типо-лит. Сиб. т-ва печ. дела, 1908—1909. // Известия Томского университета; 1909, Кн. 33.
- Малиновский И. Прошлое Томска // Город Томск / сост. И. Малиновский, И. Г. Фрейдин, И. П. Гавровский. Томск, 1912. С. 1-18.
- Малиновский И. А. Памяти учителя (Опыт характеристики учёной и преподавательской деятельности профессора М. Ф. Владимирского-Буданова). — Ростов-на-Дону. — 1917. — 44 с. (перевидання: Малиновский И. А. Памяти учителя (Опыт характеристики ученой и преподавательской деятельности профессора М. Ф. Владимирского-Буданова) / Под редакцией и с предисловием В. А. Попелюшко. — Острог: Издательство Национального университета «Острожская академия», 2013. — 58 с. [Архівовано 5 березня 2016 у Wayback Machine.])
- Малиновский И. А. Сборник памятников древнего русского права [Архівовано 4 липня 2019 у Wayback Machine.]. — Ростов-н/Д: Акционерная печатня, 1917. - [3], 247 с.
- Малиновский И. А. Древности русского права: Курс, читанный проф. И. А. Малиновским в 1918/19 академических годах в Донском археологическом институте. — Ростов н/Д, 1919. — 460 с.
- Кари майнові та кари особисті. (Нарис з історії давньо-руського, західньо-руського та українського права) [Архівовано 1 грудня 2017 у Wayback Machine.] // Ювілейний збірник на пошану академіка Дмитра Івановича Багалія з нагоди сімдесятої річниці життя та п'ятдесятих роковин наукової діяльності. — К.: З друкарні Української Академії наук, 1927
- Революційне радянське звичаєве право (1928)
- Радянські поправчо-трудові установи порівнюючи з буржуазними тюрмами" (1928, link [Архівовано 10 липня 2021 у Wayback Machine.]).
- Про студії над злочинністю та злочинцями" (1928).
- Стародавній державний лад східних слов'ян і його пізніші зміни (1929)

## Пам'ять
Іменем Іонникія Малиновського названий (з 2011 року) Інститут права у відновленому Національному університеті «Острозька академія».

## Сучасні перевидання окремих праць вченого
Сучасні перевидання окремих праць вченого здійснено Інститутом права імені Оникія Малиновського Національного університету «Острозька академія» за участі Західного регіонального наукового центру Національної академії правових наук України.
Станом на початок 2014 р. перевидано в серії «Антология правовой мысли»:
- Малиновский И. А. Народ и власть в русской истории/ Под редакцией и с предисловием В. А. Попелюшко. — Острог: Издательство Национального университета «Острожская академия», 2012. — 92 с. [Архівовано 13 березня 2022 у Wayback Machine.]
- Малиновский И. А. Древнейшая русская аристократия / Под редакцией и с предисловием В. А. Попелюшко. — Острог: Издательство Национального университета «Острожская академия», 2012. — 32 с. [Архівовано 4 березня 2016 у Wayback Machine.]
- Малиновский И. А. О том, как воевали в старину и как теперь воюют / Под редакцией и с предисловием В. А. Попелюшко. — Острог: Издательство Национального университета «Острожская академия», 2012. — 36 с. [Архівовано 4 березня 2016 у Wayback Machine.]
- Малиновский И. А. Ссылка в Сибирь / Под редакцией и с предисловием В. А. Попелюшко. — Острог: Издательство Национального университета «Острожская академия», 2012. — 92 с. [Архівовано 4 березня 2016 у Wayback Machine.]
- Малиновский И. А. Война и суд (по поводу юбилея судебной реформы 1864 года) / Под редакцией и с предисловием В. А. Попелюшко. — Острог: Издательство Национального университета «Острожская академия», 2012. — 32 с. [Архівовано 4 березня 2016 у Wayback Machine.]
- Малиновский И. А. Памяти учителя (Опыт характеристики ученой и преподавательской деятельности профессора М. Ф. Владимирского-Буданова) / Под редакцией и с предисловием В. А. Попелюшко. — Острог: Издательство Национального университета «Острожская академия», 2013. — 58 с. [Архівовано 5 березня 2016 у Wayback Machine.]

### Енциклопедичні видання
- С. І. Білокінь. Малиновський Іоанникій Олексійович [Архівовано 17 вересня 2016 у Wayback Machine.] // Енциклопедія історії України : у 10 т. / редкол.: В. А. Смолій (голова) та ін. ; Інститут історії України НАН України. — К. : Наукова думка, 2009. — Т. 6 : Ла — Мі. — С. 474. — ISBN 978-966-00-1028-1.
- І. Б. Усенко. Малиновський Оникій (Йоаникій) Олексійович [Архівовано 10 вересня 2016 у Wayback Machine.] // Юридична енциклопедія : [у 6 т.] / ред. кол.: Ю. С. Шемшученко (відп. ред.) [та ін.]. — К. : Українська енциклопедія ім. М. П. Бажана, 2001. — Т. 3 : К — М. — С. 562. — ISBN 966-7492-03-6. (те саме [Архівовано 3 липня 2013 у Wayback Machine.])

### Інша література
- Берзін П. С. Київська школа кримінального права (1834—1960 рр.): історико-правове дослідження: Монографія. — К., 2008;
- Попелюшко В. О. Академік Іонікій Олексійович Малиновський (1868—1932 рр.) — видатний науковий, просвітницький, політичний та громадський діяч // Часопис Національного університету «Острозька академія». Серія «Право». — 2011. — № 2(4) [Архівовано 5 березня 2016 у Wayback Machine.].
- Некрылов С. А.,Фоминых С. Ф. Томский период в жизни Иоаникия Алексеевича Малиновского // Часопис Національного університету «Острозька академія». Серія «Право». — 2012. — № 1(5) [Архівовано 22 жовтня 2013 у Wayback Machine.].
- Берзін П. С. Міграція представників київської школи кримінального права в період громадянської війни (1918—1920 рр.)// Митна безпека. (Науковий журнал Національної академії Державної митної служби України) — 2010 — № 2. Серія «Право» — С. 100-110. // www.nbuv.gov.ua/portal/Soc…/Berzin.pdf
- Наукова спадщина академіка О. О. Малиновського і сучасність: матеріали Всеукр. наук.-практ. конф., 4-6 груд. 2008 р., м. Рівне / Ін-т держави і права ім. В. М. Корецького НАН України [та ін.]; [редкол.: І. Б. Усенко (голова) та ін.]. — К.: [б. в.], 2010. — 231 с. — Бібліогр. в кінці ст. — 250 экз. — ISBN 978-966-02-5769-6
- Антологія української юридичної думки. В 10-ти тт. Т. 7: Кримінальне право. Кримінальний процес [Текст] / упор.: О. М. Костенко, О. О. Кваша; за заг. ред. Ю. С. Шемшученко. — К.: ВД «Юридична книга», 2004. — 616 с.
- Хаминов Д. В. Историческое образование и наука в Томском университете в конце XIX — начале XXI в. — Томск: Изд-во Том. ун-та, 2011. — 270 с. — С. 21 [Архівовано 2 лютого 2014 у Wayback Machine.].
- Профессора Томского университета: Биографический словарь / отв. ред. С. Ф. Фоминых. — Томск: Изд-во Том. ун-та. 1996. — Вып. 1: 1888—1917. — 288 с.
- Морозова Ольга. Цари, казаки, красные командиры… Семь очерков в жанре историко-психологического портрета. — Ростов н/Д: Издательство ЮНЦ РАН, 2010. — 276 с. — ISBN 978-5-902982-94-4
- Морозова О. М. Нарратив профессора И. А. Малиновского // История научной интеллигенции Юга России: межрегиональные и международные аспекты / Отв. ред. А. Н. Еремеева. — Краснодар: Изд-во «Кубанькино», 2008. — С. 61-70 [Архівовано 25 листопада 2012 у Wayback Machine.].
- Циганкова Е. Г., Усенко І. Б. Малиновський Оникій Олексійович // Українська біографістика. - 1996. - Вип. 1. - С. 90-93 [Архівовано 25 лютого 2020 у Wayback Machine.]
- Іванніков І. А. Історик російського права Іоанникій Олексійович Малиновський: життя і діяльність // Часопис Національного університету «Острозька академія». Серія «Право». — 2013. — № 2(8): [Електронний ресурс] [Архівовано 22 квітня 2018 у Wayback Machine.].
- Матеріали І Міжнародної науково-практичної конференції «Малиновські читання», м. Острог, 16-17 листопада 2012 року. — Острог: Видавництво Національного університету «Острозька академія», 2012. — 316 с. [Архівовано 9 лютого 2017 у Wayback Machine.].
- Матеріали II Міжнародної науково-практичної конференції «Малиновські читання», м. Острог, 15-16 листопада 2013 року. — Острог: Видавництво Національного університету «Острозька академія», 2013. — 368 с. [Архівовано 3 лютого 2016 у Wayback Machine.]
- Матеріали III Міжнародної науково-практичної конференції «Малиновські читання», м. Острог, 14-15 листопада 2014 року. — Острог: Видавництво Національного університету «Острозька академія», 2014. — 302 с.